# Plectris pubescens
Plectris pubescens är en skalbaggsart som beskrevs av Blanchard 1850. Plectris pubescens ingår i släktet Plectris och familjen Melolonthidae. Inga underarter finns listade i Catalogue of Life.